# Medal Klemensa Pirqueta
Medal Klemensa Pirqueta - nagroda przyznawana od roku 1988 na cześć Clemensa von Pirqueta przez Austriackie Towarzystwo Alergologiczno-Immunologiczne alergologom za ich wkład w tej dziedzinie medycyny. 
Nagrodę tę otrzymali:
- 1988: Robert Royston Amos Coombs, Cambridge, Großbritannien
- 1990: Alain de Weck, Bern
- 1994: Alec Sehon, Winnipeg, Kanada
- 2001: Allen P. Kaplan, Charleston, South Carolina, USA
- 2002: Gunnar Johansson, Stockholm, Schweden
- 2002: Sergio Romagnani, Florenz, Italien
- 2003: Dietrich Kraft, Wien
- 2006: Radvan Urbanek, Wien
- 2009: William E. Paul, Bethesda, Maryland, USA
- 2010: Thomas Platts-Mills, Charlottesville, Virginia, USA